# Секретност
Секретността е държане в тайна на определена информация от определени групи, като в същото време секретната информация е споделяна, но само с определен тип индивиди и групи.
В биологията
Животните крият локацията на своята хралупа или гнездо (при птиците) от хищници. Катериците например правят това с лешници, като по този начин ги скриват, и после те се опитват да си припомнят тяхната локация.
При хората
Хората обикновено крият лични или семейни тайни от срам или страх. Страхът може да е свързан със страх от неприемане и отхвърляне от другите, насилие и други.
В теория на игрите
В теория на игрите, пазенето на стратегическа тайна е съществено в множество аспекти на игровите ситуации.
Дискретност и конфиденциалност
Дискретността е внимателното споделяне на информация, запазването ѝ в тайна от някои или споделянето ѝ при обстоятелства, които да не доведат до разкриването ѝ пред други лица.
Споделяне
В антропологията споделянето между мъжете и жените е един от традиционните начини за установяване на връзка.
Държавна тайна
Правителствата и държавните органи често запазват определен тип информация скрита от своите граждани като военна и дипломатическа информация, тайни придобити чрез разузнаването и т.н.
Корпоративна сигурност
Корпорациите в някои случаи запазват тайни, свързани с тяхната конкурентоспособност, тоест тайни от конкурентно предимство за тях, а в други случаи това са престъпни тайни.
Технологична секретност
Тук техники са физическата сигурност и криптографията.